# Candor (Carolina do Norte)
Candor é uma cidade  localizada no estado norte-americano de Carolina do Norte, no Condado de Montgomery.

## Demografia
Segundo o censo norte-americano de 2000, a sua população era de 825 habitantes.
Em 2006, foi estimada uma população de 842, um aumento de 17 (2.1%).

## Geografia
De acordo com o United States Census Bureau tem uma área de
3,1 km², dos quais 3,1 km² cobertos por terra e 0,0 km² cobertos por água. Candor localiza-se a aproximadamente 222 m acima do nível do mar.

## Localidades na vizinhança
O diagrama seguinte representa as localidades num raio de 16 km ao redor de Candor.